# Жест

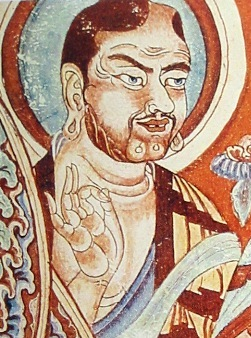
Витарка мудра, Таримская впадина, IX век

Жест (от лат. gestus «движение тела») — некоторое действие или движение человеческого тела или его части, имеющее определённое значение или смысл, то есть являющееся знаком или символом.
Широко используемые жесты включают в себя такое действие, как указывание на что-либо или кого-либо (это один из немногих жестов, чей смысл мало различается в разных странах), а также использование рук и тела синхронно с ритмами речи, чтобы подчёркивать некоторые слова или фразы.
Многие внешне схожие жесты имеют разный смысл в разных странах; один и тот же жест может быть безобидным в одной стране и вульгарным в другой стране. Кроме того, даже однотипные или аналогичные жесты могут слегка отличаться в разных странах.

## О языке телодвижений
Цель изучения вопроса о языке жестов — это обучения пониманию отношений между людьми, которые выражаются на этом языке, нужно научить видеть, когда ваш собеседник лжёт, заигрывает или угрожает. Это умение может пригодиться в бизнесе, преподавании, близких отношениях и где угодно. Исследования языка жестов началось с книги Ч. Дарвина «Выражение эмоций у людей и животных». Слова используются для передачи информации, а жесты — для обсуждения межличностных отношений. Язык жестов унаследован людьми от своих животных предков, поэтому человека не нужно учить общаться на этом языке. Жесты мы делаем непроизвольно, поэтому невозможно солгать на языке жестов. Можно выучить отдельные простые жесты, чтобы обмануть собеседника, но другие мелкие непроизвольные жесты могут выдать вас с головой.

### Классификация жестов
Можно выделить три основных вида жестов:
- жесты флирта;
- жесты лжи;
- жесты агрессии.

Жесты лжи или недоверия — это потирание века или уха, почёсывание шеи, оттягивание воротника, рука, закрывающая рот. Чтобы замаскировать последний жест, лжец может притворно покашливать или почёсывать нос. Раскрытые ладони означают: «Говорю правду». Руки в карманах — это признак скрытного человека. Скука выражается в том, что человек подпирает рукой голову.
Жесты агрессии — руки сжаты в кулаки и упёрты в бока. Демонстрация больших пальцев означает: «Я — главный» или «всё в порядке». Руки назад или жест полицейского означает: «Я тебя не боюсь». Скрещённые на груди руки означают защиту. Сутулая спина означает комплекс неполноценности. Посадка верхом на стуле, когда спинка стула находится впереди, означает защиту. V-образный знак пальцами, когда рука повёрнута ладонью к собеседнику, имеет оскорбительное значение — «заткнись». Когда рука повёрнута к собеседнику тыльной стороной — «победа». Долгий пристальный взгляд в местах лишения свободы в сочетании с узкими зрачками («змеиный» взгляд) означают злость.

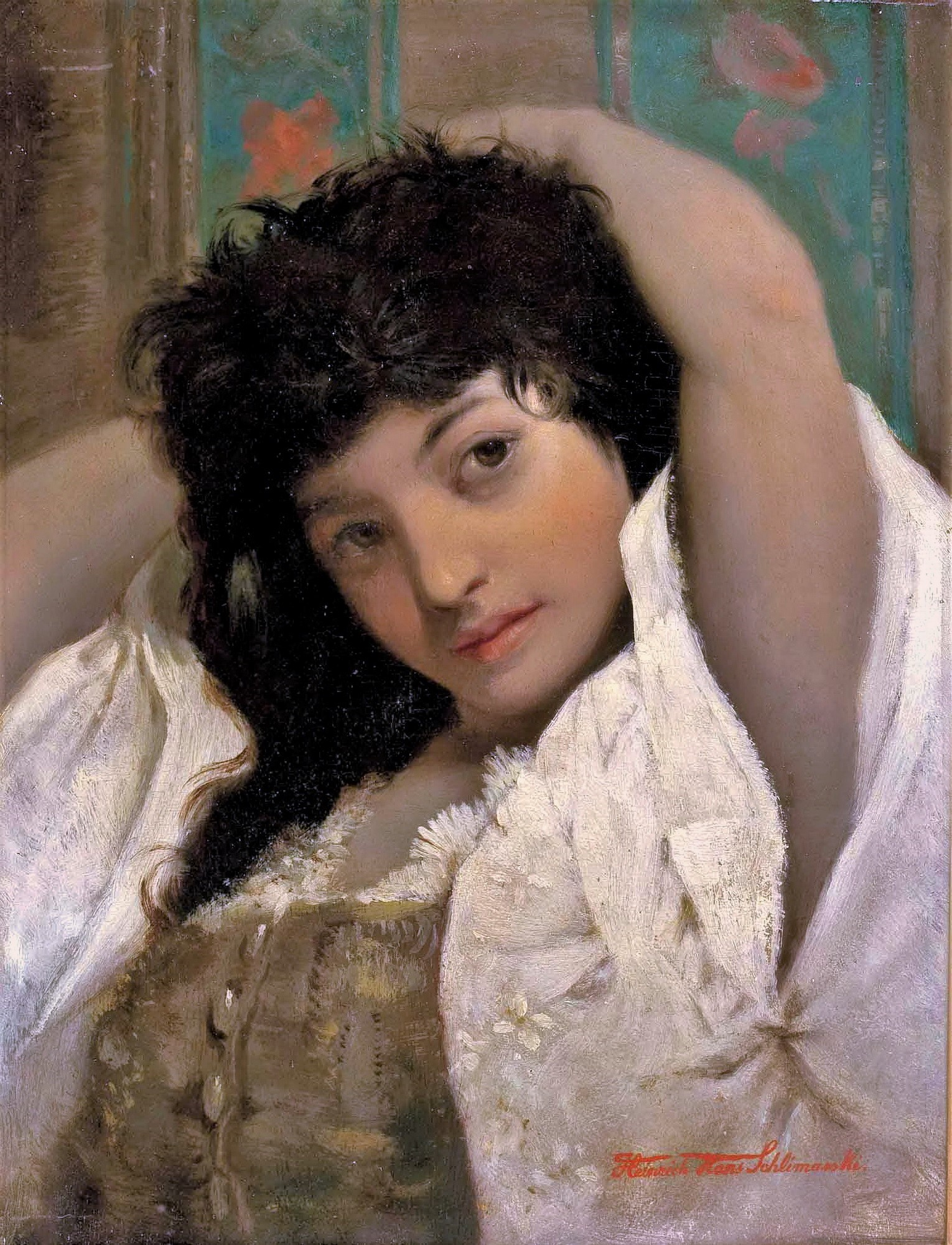
Генрих Ганс Шлимарски «Кокетка» (1913)

Жесты флирта у женщин — это походка от бедра, демонстрация открытой ладони, расширенные зрачки (глаза «омуты»), которые означают волнение, долгий пристальный взгляд дольше 10 секунд. Женщина начинает «чистить пёрышки» — прихорашиваться перед зеркалом на глазах у мужчины, поправлять волосы, красить губы. Вызывающий жест флирта у мужчин — это большие пальцы за прорези карманов или за пояс, он означает: «Я — мужчина. Я над тобой властвую». Мужчина тоже может «чистить пёрышки» — стряхивать несуществующие пылинки, поправлять галстук.
Не только у животных, но и у человека существуют свои охранные зоны и территории, которые он готов защищать. У человека существуют четыре зоны:
- Интимная зона (от 15 до 46 см). Только родственники и близкие друзья[20] могут проникнуть в эту зону;
- Личная зона (от 46 см до 1,2 метра). Это расстояние разделяет нас на вечерах отдыха;
- Социальная зона (от 1,2 метра до 3,6 метра). На таком расстоянии мы держимся от посторонних людей;
- Общественная зона (более 3,6 метра). На таком расстоянии от слушателей удобнее всего стоять во время публичного выступления[21].

Чтобы не вызвать агрессию собеседника, нужно держать дистанцию. Размеры личной пространственной зоны обусловлены национальными традициями, например японцы привычны к перенаселённости и имеют размеры личной зоны меньше, чем американцы, поэтому в случае беседы японца и американца японец будет постоянно приближаться к американцу на недопустимое для американца расстояние, как будто они танцуют. Следователи полиции часто используют специальные методы, построенные на проникновении в интимную зону преступника во время допроса, чтобы сломить сопротивление этого преступника. Агрессивность толпы есть следствие скученности людей в толпе. Неизбежная скученность людей в транспорте, лифте и так далее приводит к вторжению в интимные зоны друг друга. Существует ряд неписаных правил западного человека в этих условиях:
- Ни с кем не разрешается разговаривать, даже со знакомыми;
- Не рекомендуется смотреть в упор на других;
- Лицо должно быть совершенно бесстрастным — никаких эмоций;
- Рекомендуется читать газету или книгу;
- Движения должны быть сдержанными;
- В лифте нужно смотреть на указатель этажей[26].

Отзеркаливание или повторение жестов собеседника означает согласие со мнением собеседника. Этот приём можно применять для того, чтобы добиться взаимопонимания со своим руководителем. Разворот тела и ног в процессе разговора показывает направление настоящего интереса вашего собеседника, например, в сторону привлекательной женщины, или к выходу из помещения, в этих случаях нужно вовремя закончить разговор. О многом говорит расположение собеседников за столом. Через угол стола садятся друзья в случае непринуждённой беседы. Рядом за столом садятся близкие друзья или соавторы. Друг против друга за столом садятся соперники. Друг против друга по диагонали стола садятся люди, которые не желают взаимодействовать.

### Рукопожатие
Обмен рукопожатиями — это реликт первобытного общества, когда люди протягивали при встрече руки ладонями вперёд, чтобы показать свою безоружность.
Существуют разные типы рукопожатия:
- Властное рукопожатие, когда ладонь развёрнута вниз.
- Покорное рукопожатие с ладонью вверх — «рука нищего»[31].
- Равноправное рукопожатие, когда обе руки после символической борьбы остаются в вертикальном положении.
- Рукопожатие двумя руками — «перчатка» — часто используется политическими деятелями и означает честность.
- Рукопожатие с хрустом пальцев означает наглость.
- Рукопожатие с похлопыванием по плечу может использовать только ваш большой друг.
- Слабое рукопожатие, когда прикосновение к холодной и липкой руке напоминает неприятное прикосновение к мёртвой рыбе, означает, что обладатель такой руки имеет слабый характер и легко поддаётся нажиму[32].
- Деревенское приветствие совершается на максимальном расстоянии. Сельские жители имеют большое личное пространство — до 9 метров — и предпочитают не здороваться за руку, а на расстоянии помахать друг другу рукой или наклоняются навстречу рукопожатию и вытягивают руку[33].

## Жестикуляция
Жестикуляция (язык жестов) — способ невербального общения.
Язык жестов богат на способы выражения людьми самых разнообразных эмоций и значений, например, оскорбления, враждебности, дружелюбия или одобрения по отношению к другим. Большинство людей используют при разговоре жесты и язык тела в дополнение к словам. Многие жесты используются людьми подсознательно. Считается, что некоторые этнические группы используют жесты чаще других, и культурно приемлемый объём жестикуляции разнится от одного места к другому. Например, один и тот же жест в Германии или скандинавских странах может быть выражен всего лишь лёгким движением кисти руки, в то время, как в Италии или Испании тот же самый жест может быть выражен размашистым движением всей руки.
Широко используемые жесты включают в себя такое действие, как указывание на что-либо или кого-либо (это один из немногих жестов, чей смысл мало различается в разных странах), а также использование рук и тела синхронно с ритмами речи, чтобы подчёркивать некоторые слова или фразы. Многие внешне схожие жесты имеют разный смысл в разных странах. Один и тот же жест может быть безобидным в одной стране и вульгарным в другой стране. Кроме того, даже однотипные или аналогичные жесты могут слегка отличаться в разных странах. Например, когда россиянин считает что-либо на пальцах, он, как правило, загибает пальцы внутрь ладони, в то время как типичный американец, наоборот, при счёте разгибает пальцы.
Сегодня обучение языку жестов используется при обучении менеджеров, так как позволяет понять тайные намерения партнёров по бизнесу. Женщины лучше понимают язык жестов, поэтому мужу очень трудно обмануть свою жену.
С. Н. Паркинсон подчёркивает, что люди часто жестикулируют, разговаривая по телефону, не задумываясь о том, что собеседник не видит их жестов.

## Народы и жесты

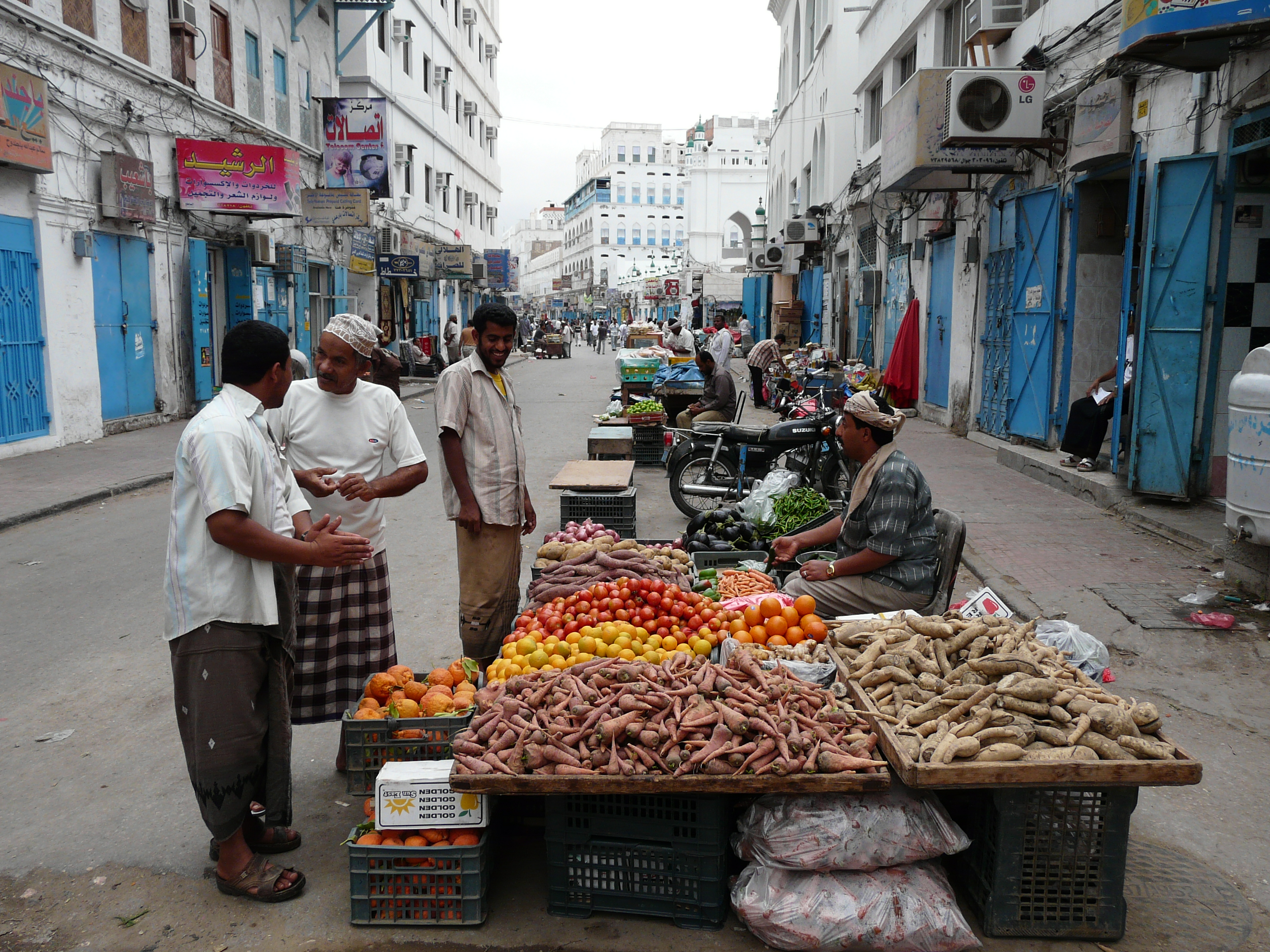
Йемен. Город Эль-Мукалла. Торгуясь и обсуждая, местное население применяет жесты.

Как правило, чем южнее, тем оживлённее люди жестикулируют, тем богаче их мимика и язык жестов. В Европе больше всего жестов используют итальянцы: так, восхищение женской красотой они выражают не меньше, чем пятью способами.
Даже у соседних народов многие жесты имеют прямо противоположное значение. В Болгарии головой качают в знак согласия, а кивают — наоборот. Подобное поведение также присуще грекам, румынам, македонцам и индусам.
На Западе пальцы, растопыренные в виде латинской буквы V, означают победу (лат. victoria). Но до Второй мировой войны растопыренные в форме латинской V пальцы, вскинутые над собеседником, означали призыв замолчать. В Италии это оскорбительный намёк на супружескую неверность. В России — это «коза», то есть выражение угрозы в маргинальной среде.
По-разному у различных народов происходит и прощание: русские поднимают руку поворачивая ладонь от себя и сгибают её вперёд и назад. В Италии делают то же, но при этом обращают ладонь к себе. Англичане очень медленно водят ладонью из стороны в сторону, а экспрессивные латиноамериканцы, прощаясь (как и здороваясь), обнимаются и хлопают друг друга по спине.
Жители Мальты в знак отрицания касаются кончиками пальцев подбородка, повернув кисть вперёд. Японцы в этом случае покачивают ладонями из стороны в сторону, а арабы откидывают голову назад.
Француз, находя какую-либо идею глупой, стучит себе по голове, а немец шлёпает ладонью по лбу. Англичанин тем же жестом показывает, что он доволен собой. Когда голландец, стуча себя по лбу, вытягивает указательный палец вверх, это означает, что он по достоинству оценил ум собеседника. Но если палец направлен в сторону, то это означает, что у собеседника «не все дома».
Чтобы предупредить, что информация секретна, русские и немцы прикладывают палец к губам, англичане — к носу, а в Италии тот же жест служит предупреждением об опасности.
В англоязычных странах кольцо из большого и указательного пальцев означает «всё в порядке». Однако в Японии этот жест означает просьбу дать денег в долг, в Бразилии — сексуальное желание, а во Франции — недоверчивое отношение к словам собеседника. В Турции и Греции этот жест может быть воспринят как намёк на гомосексуализм собеседника.
Поднятый вверх большой палец, являющийся для многих народов знаком одобрения, арабы могут воспринять болезненно. Японцы не приветствуют рукопожатия и тем более похлопывания по плечу, для них касаться собеседника во время разговора — недопустимая вольность.
В Португалии жест в виде приставленных ко лбу двух указательных пальцев равносилен оскорблению «рогатый» и означает, что собеседнику изменяет его жена. Данный жест рассматривается как сильное оскорбление, в частности он послужил причиной отставки в июле 2009 года министра экономики Португалии Мануэля Пинью. В ходе дебатов в парламенте Португалии министр показал «рожки» своему оппоненту от Коммунистической партии. Оскорбительный жест вызвал возмущение парламентариев, в результате министру пришлось подать в отставку, а премьер-министру принести публичные извинения за своего бывшего коллегу.
В Китае распространён жест: одна рука согнута в кулак, другая рука его охватывает, при этом обе руки находятся перед грудью. Он означает приветствие, поздравление или прощание. В китайском языке для этого жеста есть специальное слово: «баоцюань» (кит. упр. 抱拳, пиньинь bàoquán).

## Галерея жестов

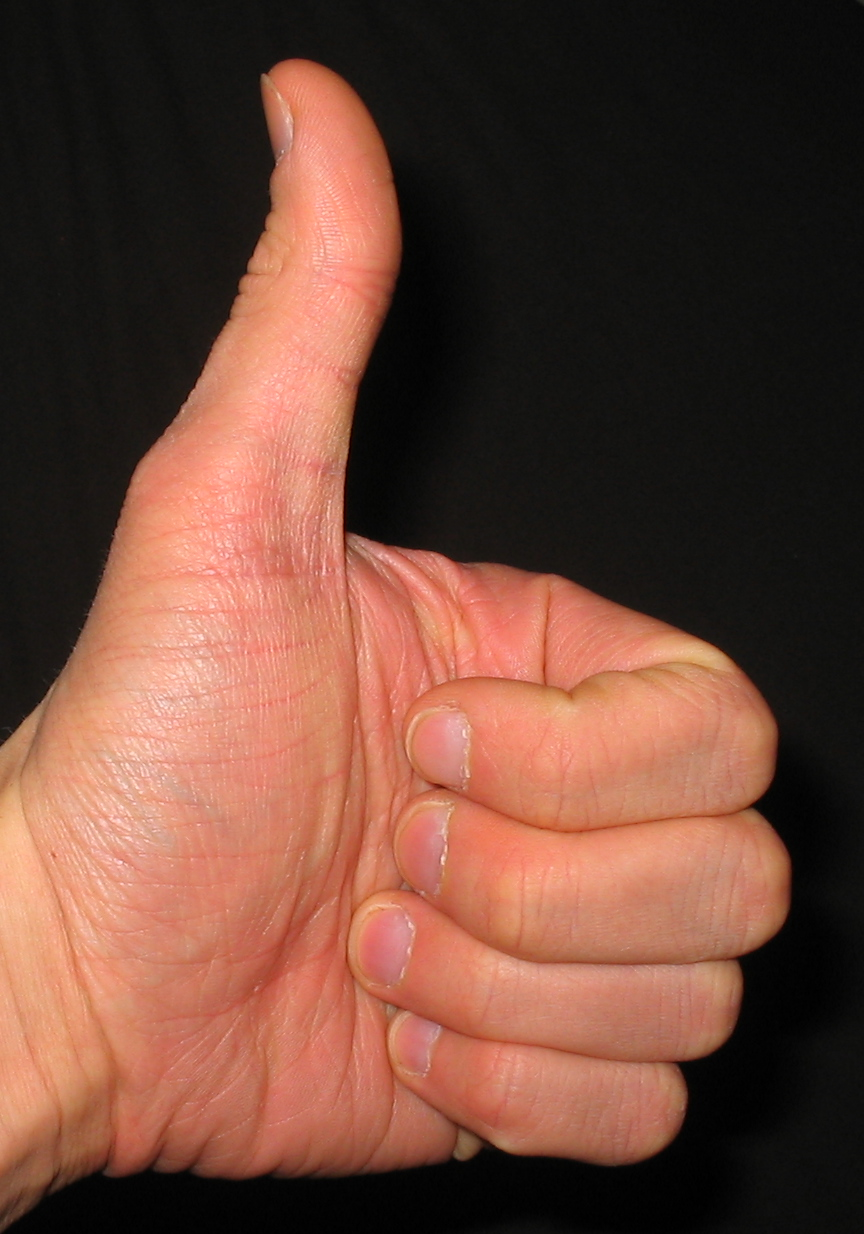
Большой палец
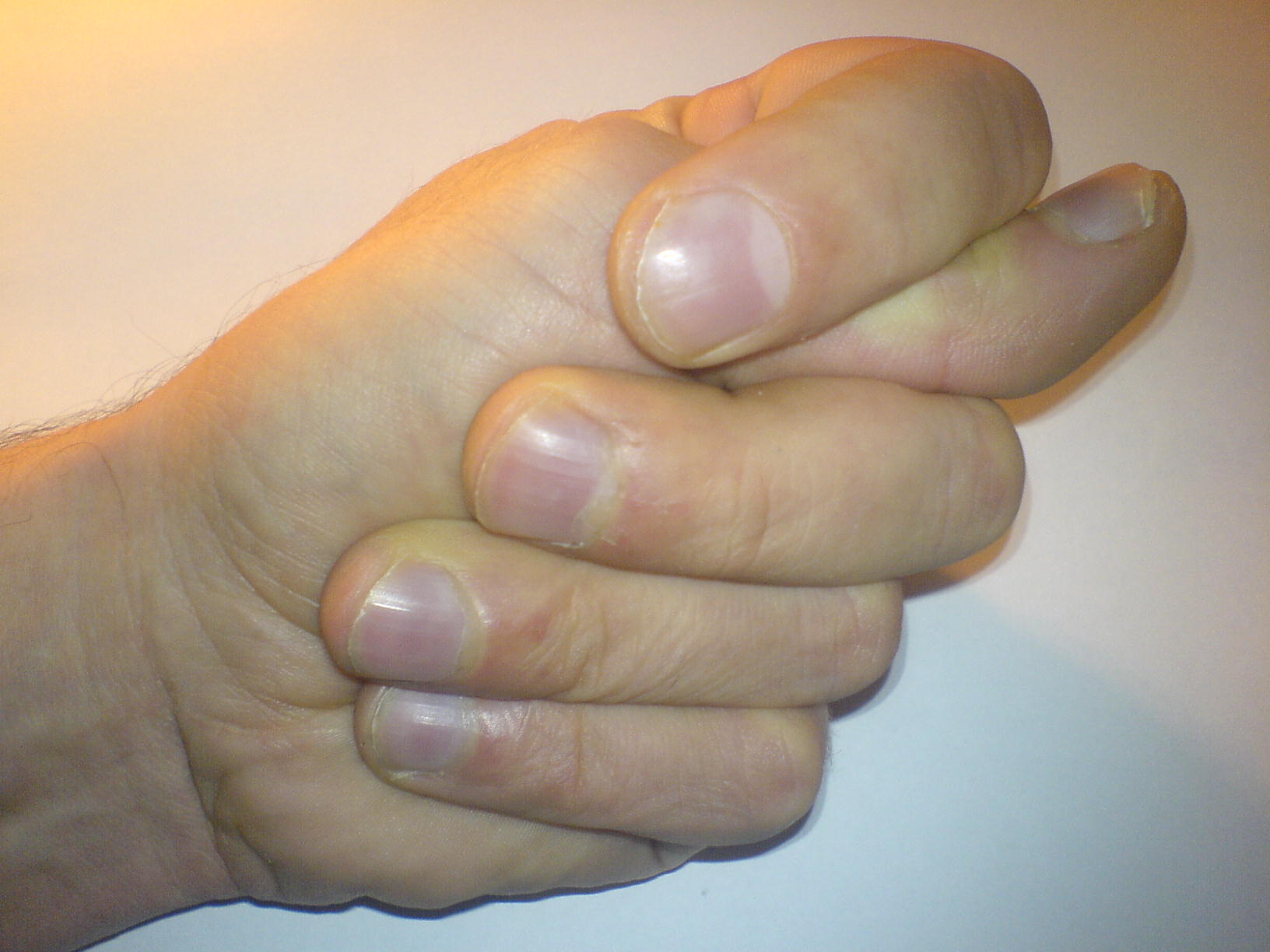
Кукиш
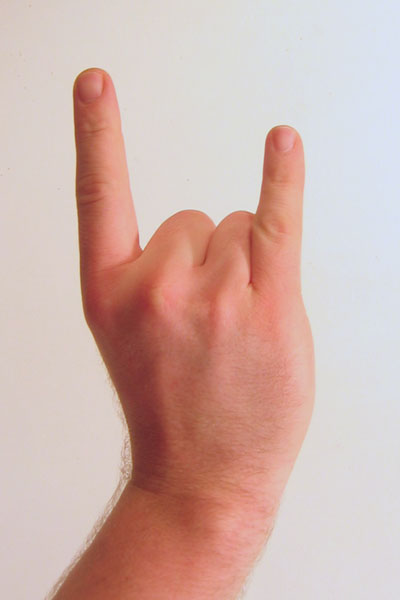
Коза
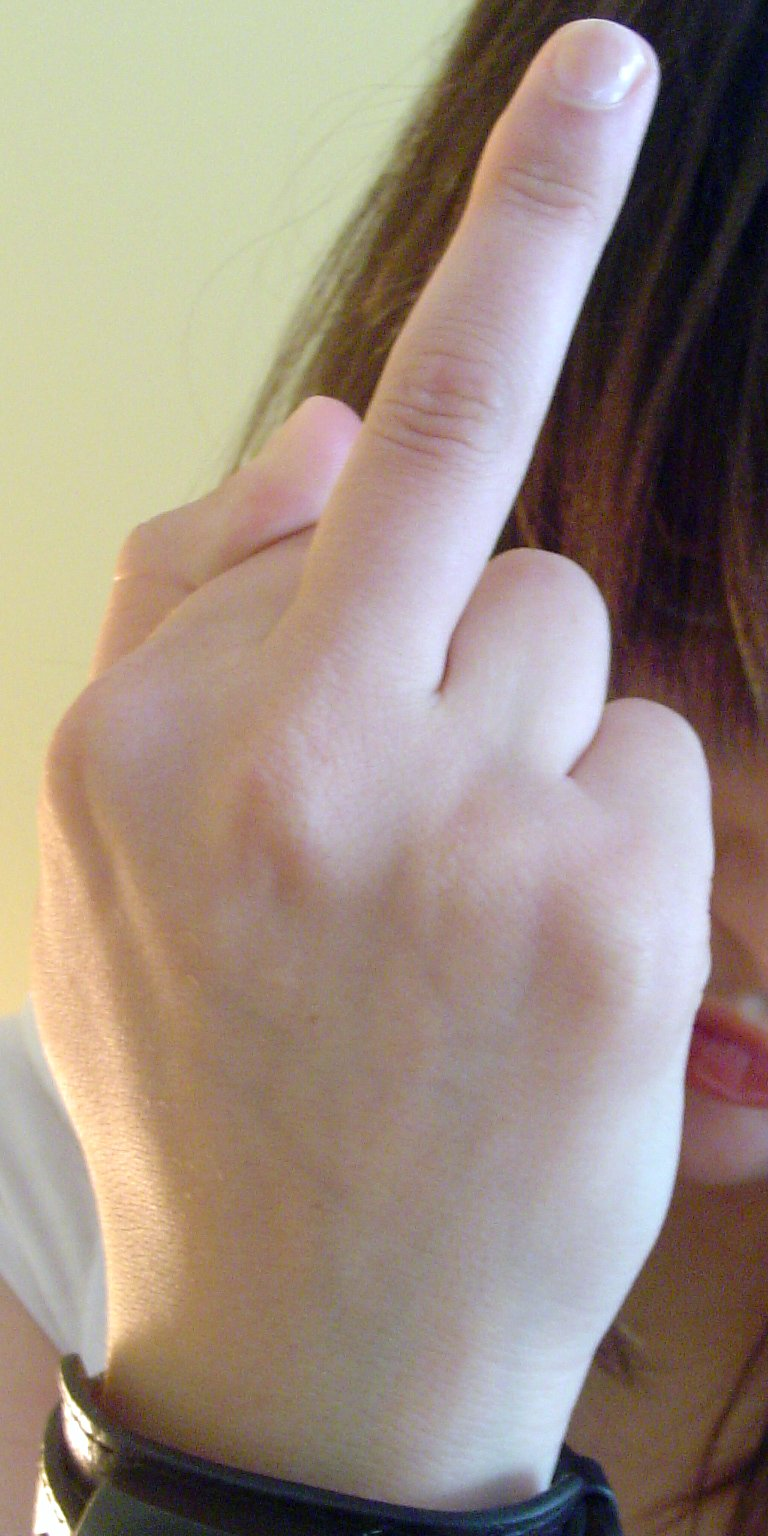
Средний палец
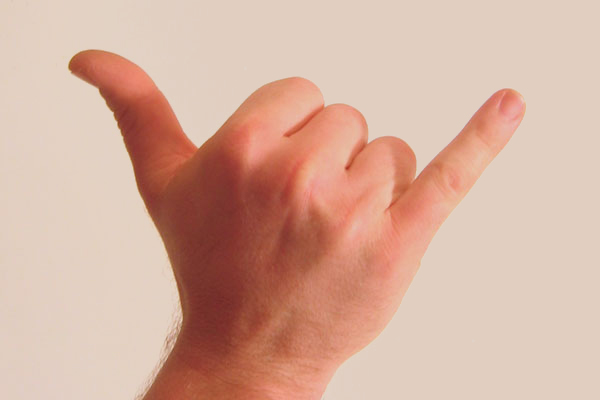
Джамбо
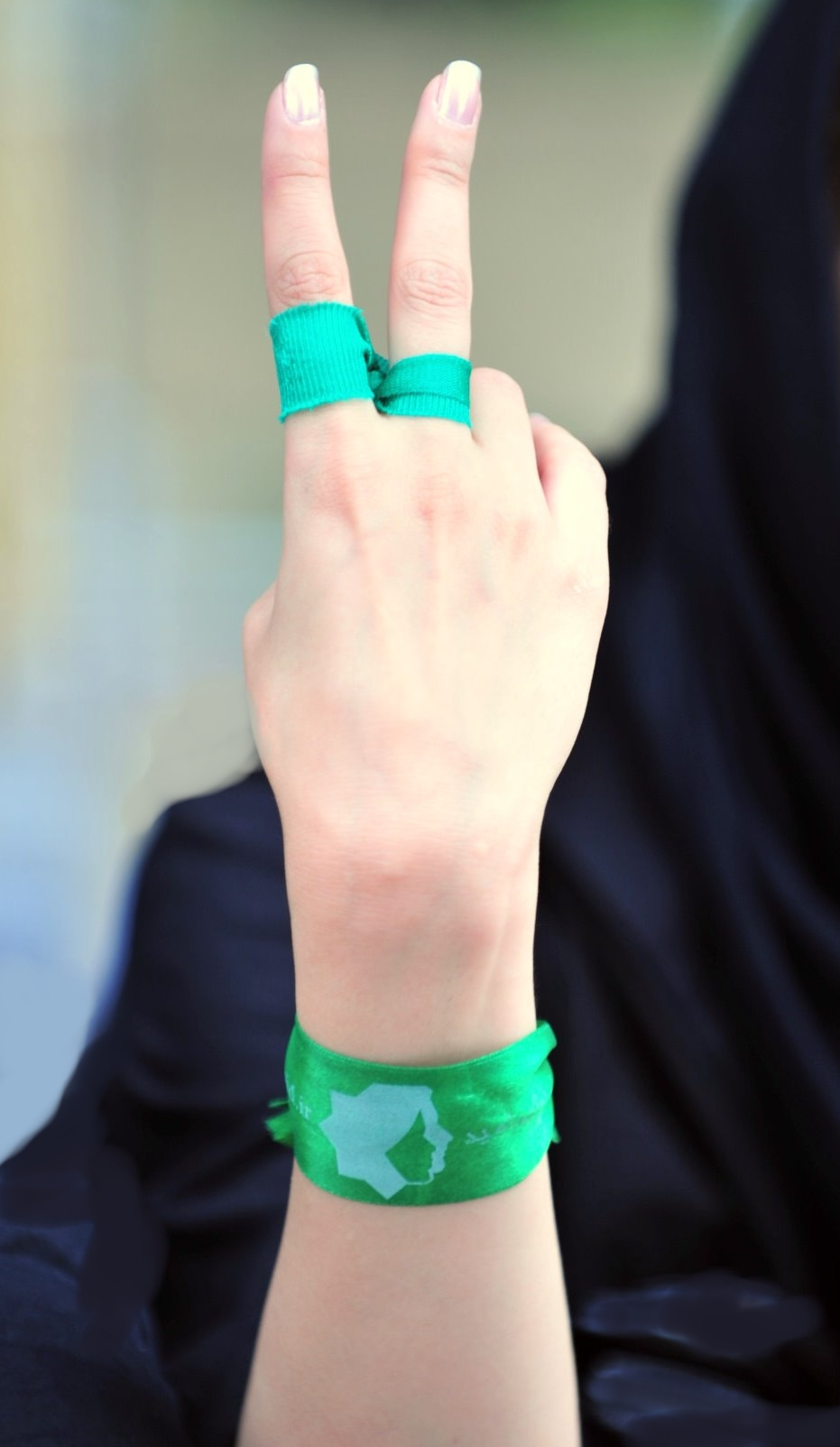
V-жест
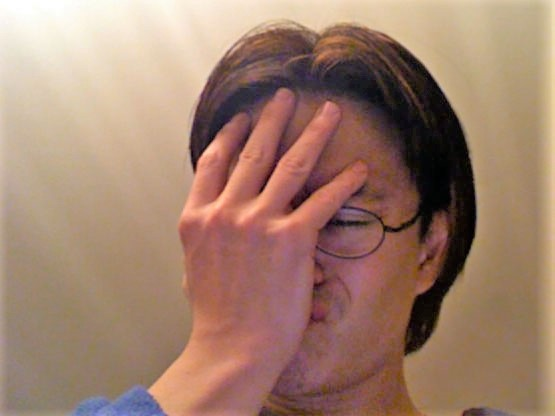
Фейспалм
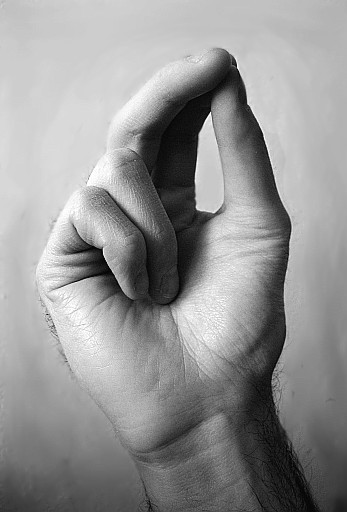
Крестное знамение
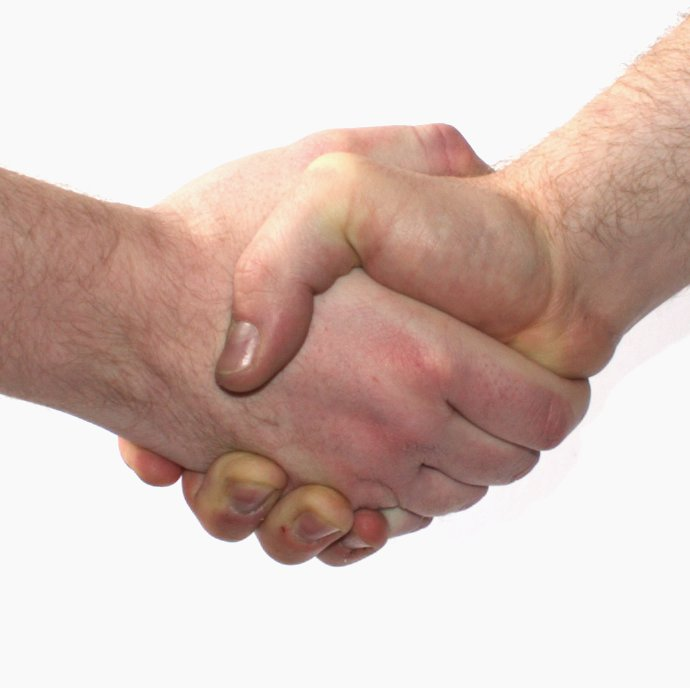
Рукопожатие
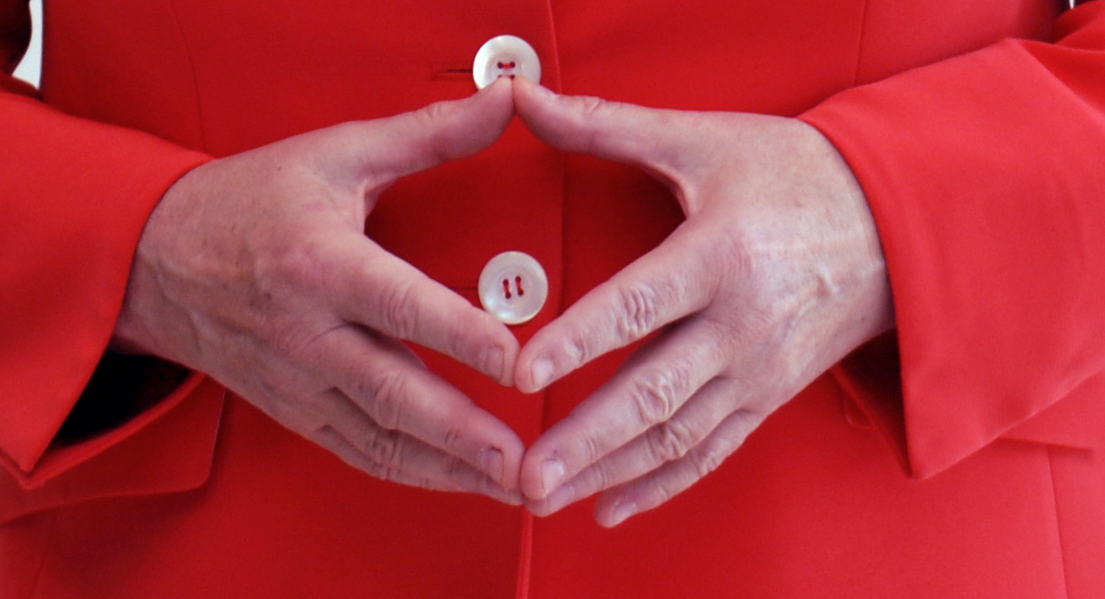
Ромб Меркель
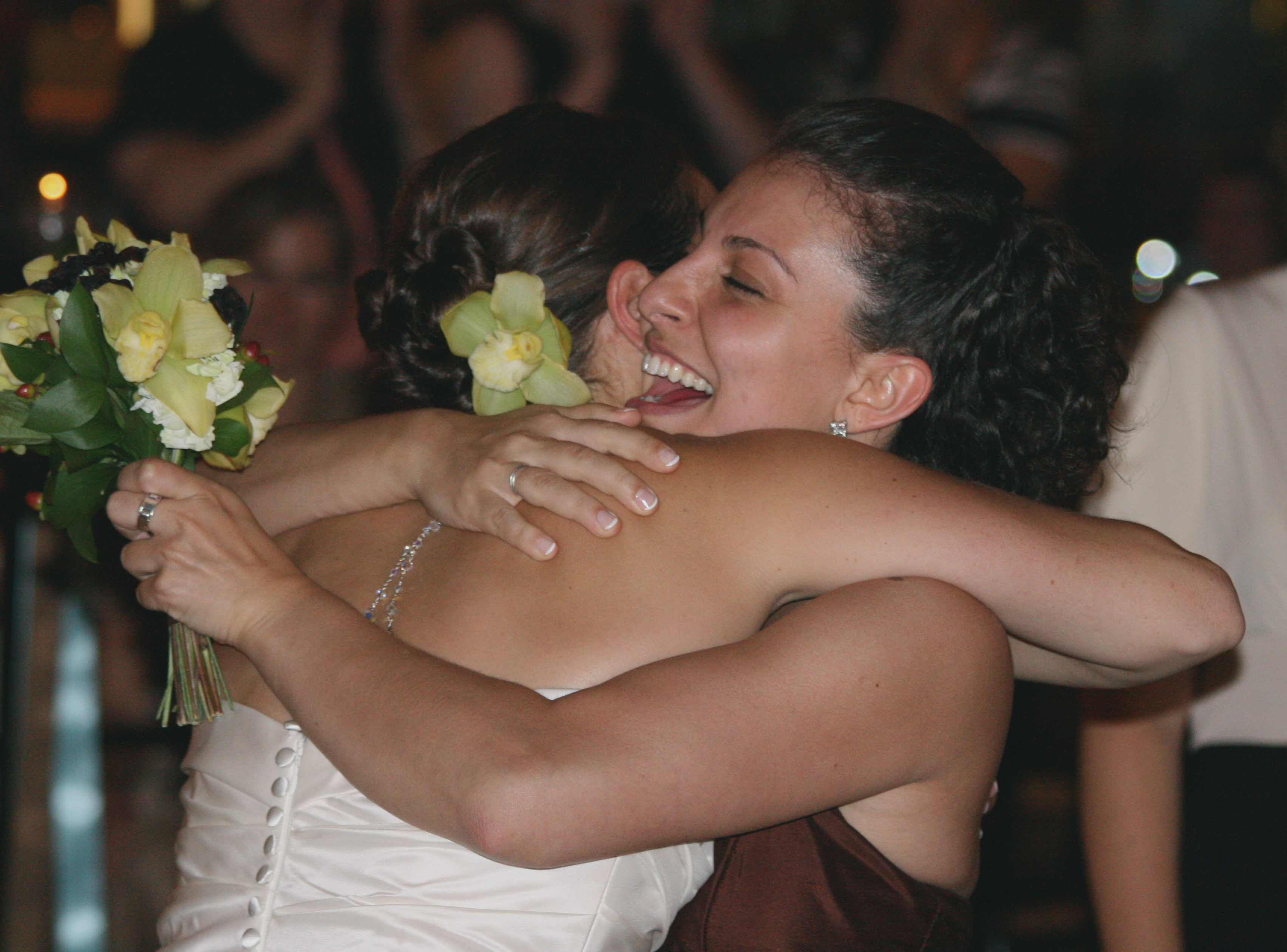
Объятия
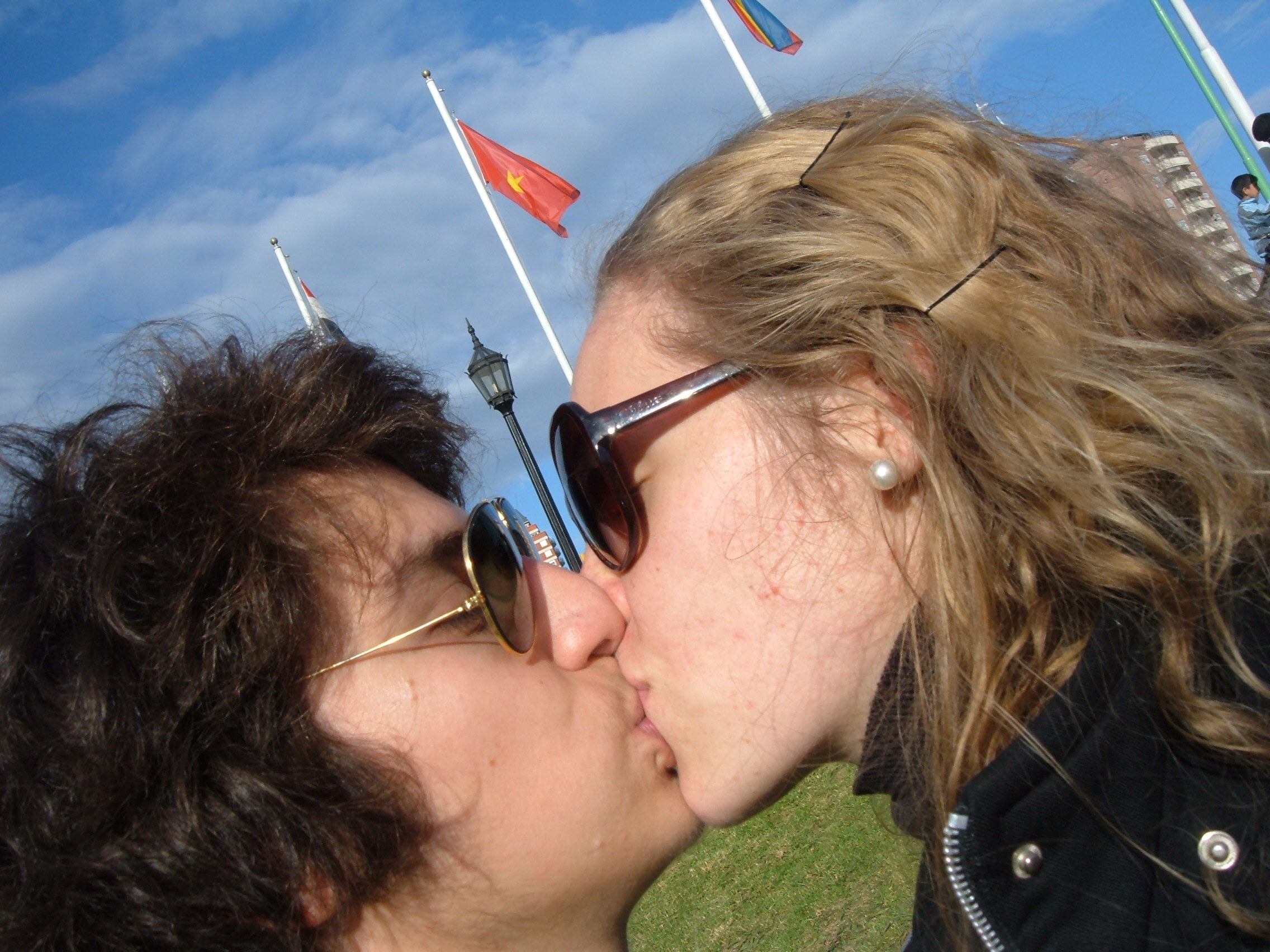
Поцелуй
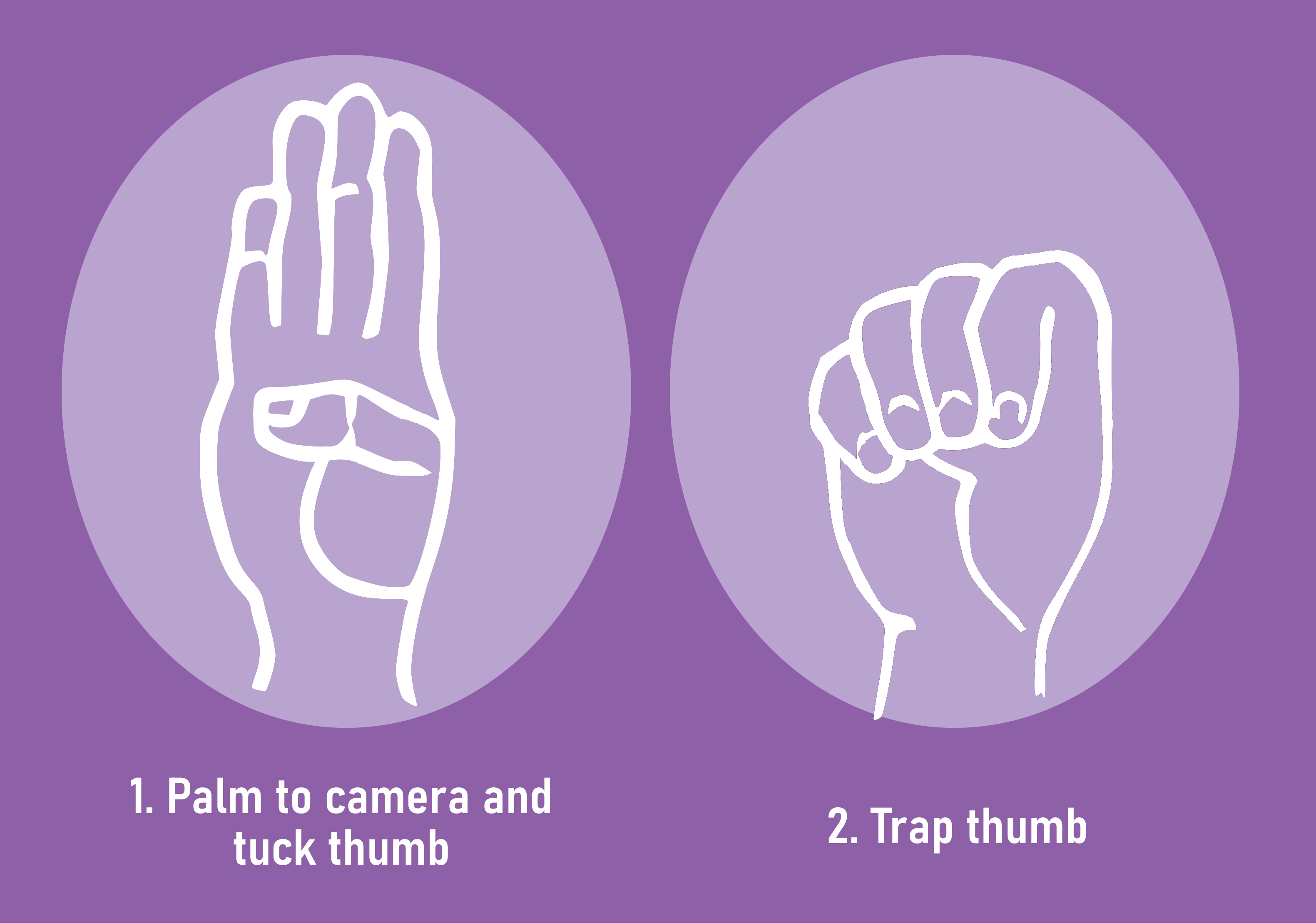
Сигнал о помощи
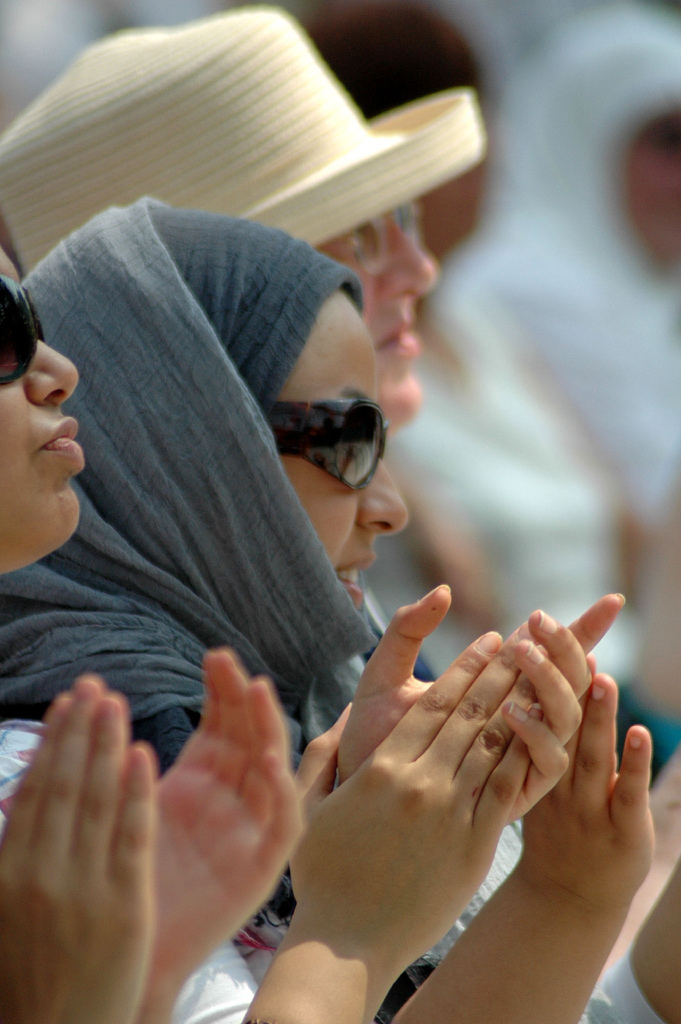
Аплодисменты
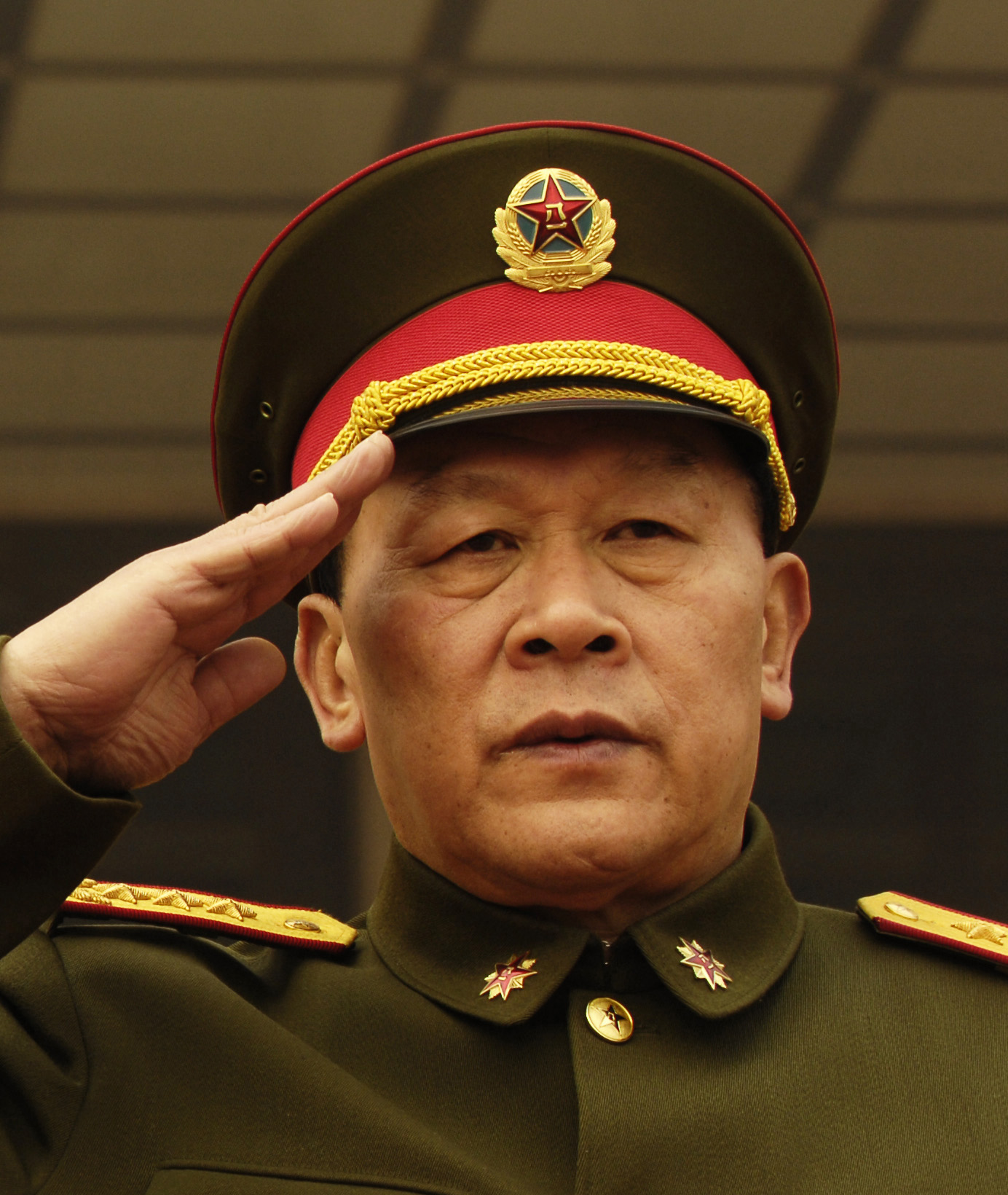
Воинское приветствие
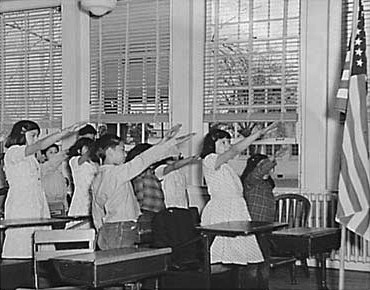
Салют Беллами
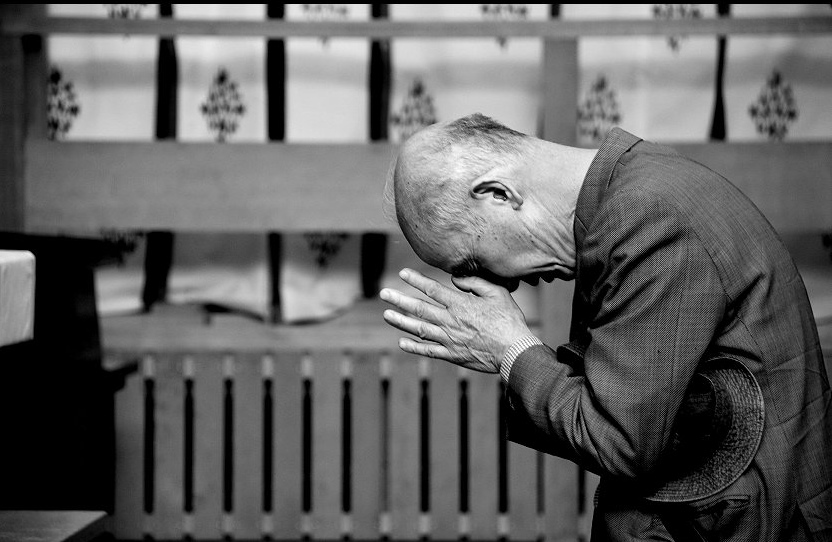
Поклон
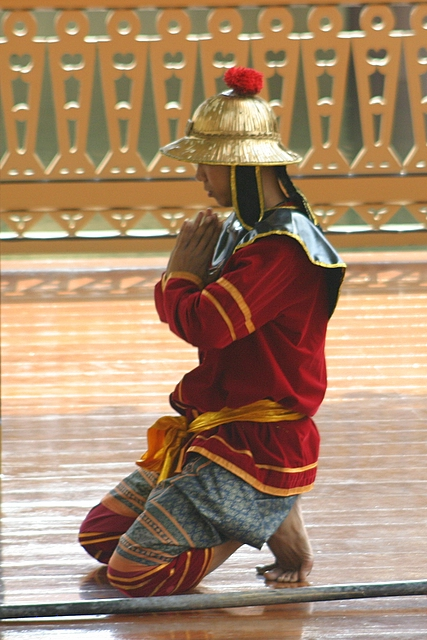
Коленопреклонение
Кивание
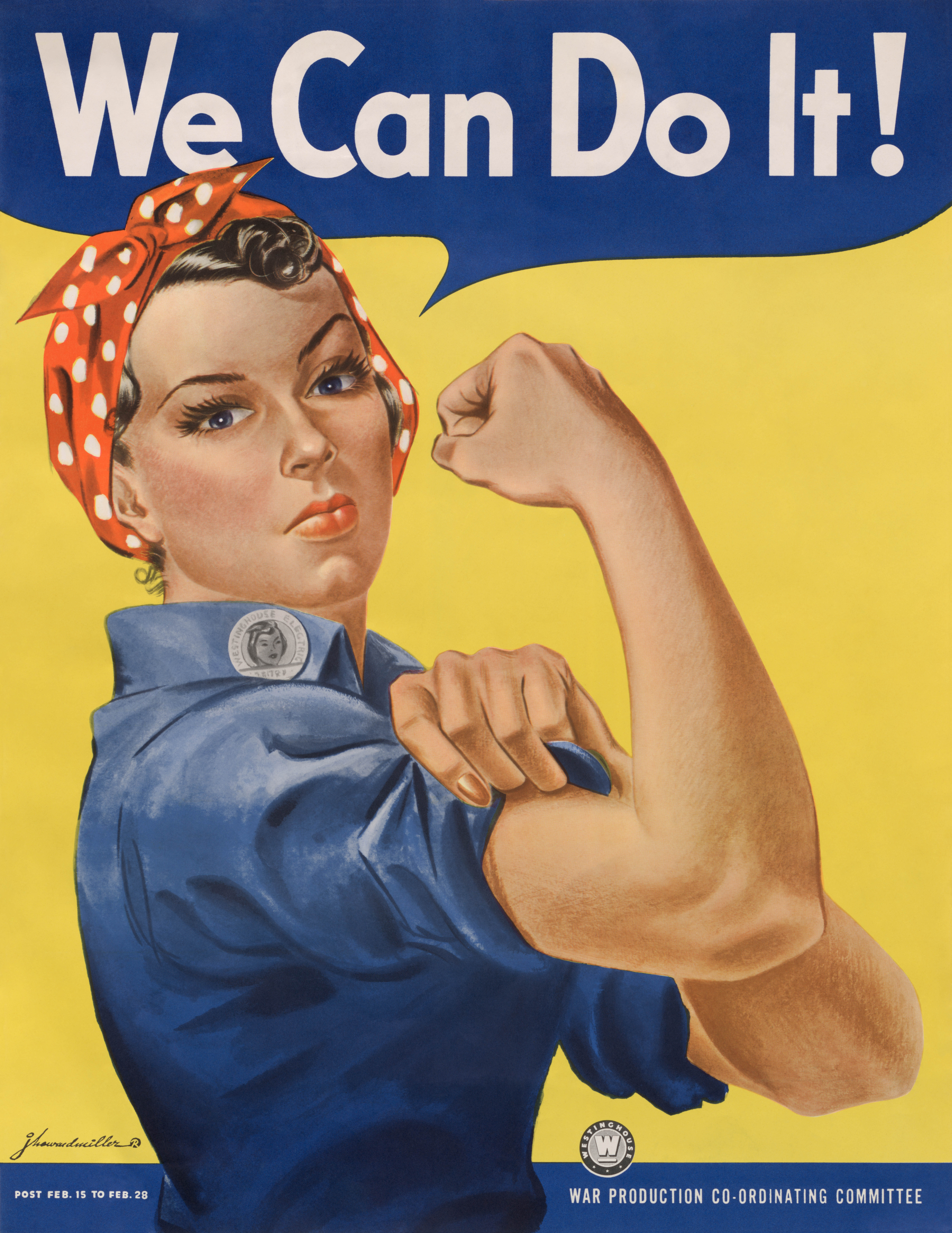
Жест по локоть
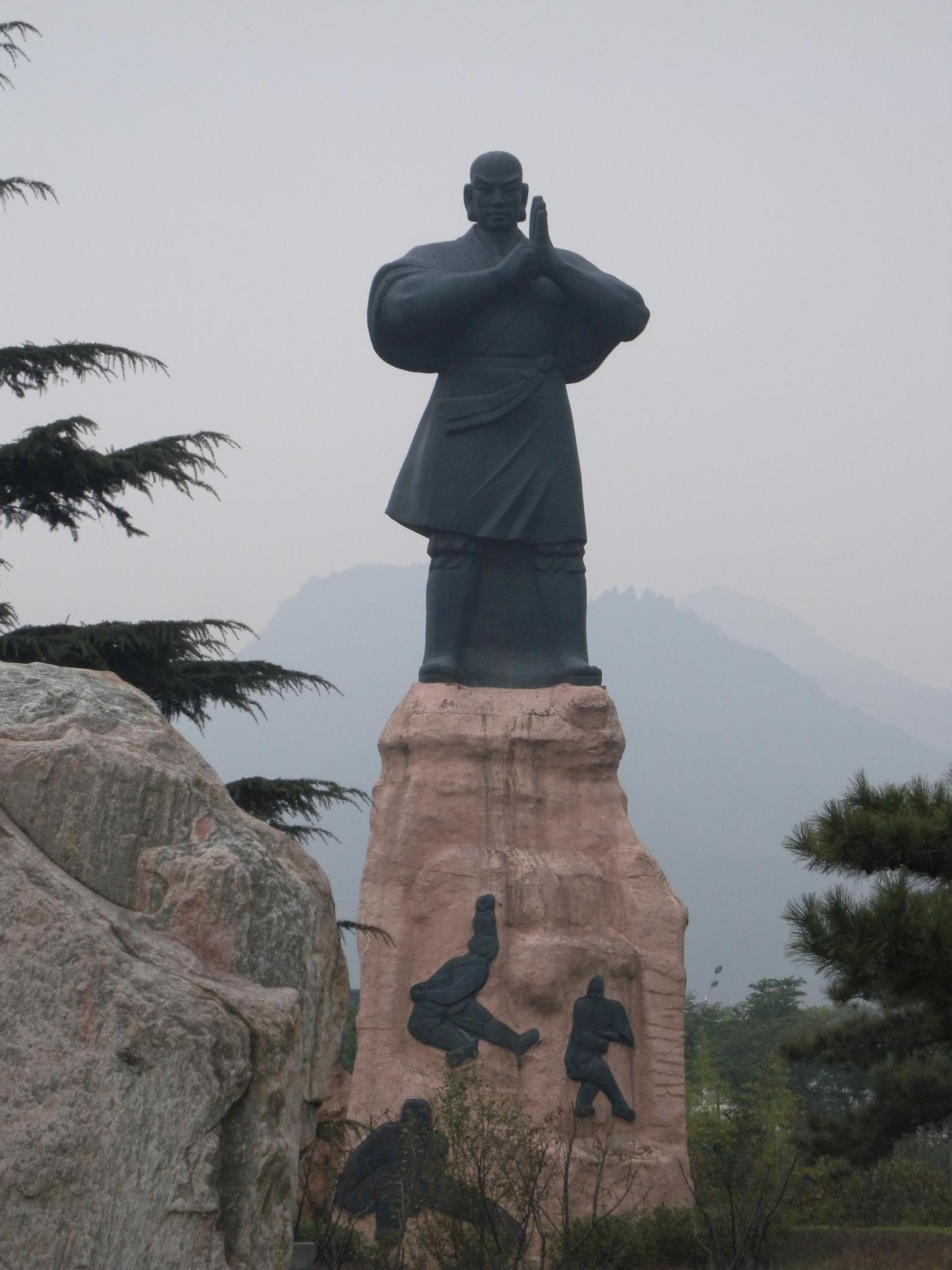
Баоцюань